# آثار باستانی کوه خواجه (کوه رستم)
آثار باستانی کوه خواجه (کوه رستم) مربوط به دورۀ اشکانیان - ساسانیان است در دهستان کوه خواجه در بخش تیمورآباد شهرستان هامون، در ۳ کیلومتری روستای ده لطف‌الله و بر روی کوه خواجه جزیره‌ای در دریاچه هامون جای گرفته‌است و این اثر در تاریخ ۲۴ شهریور ۱۳۱۰ با شمارهٔ ۵۴ به‌عنوان یکی از آثار ملی ایران به ثبت رسیده‌است.

## نگارخانه

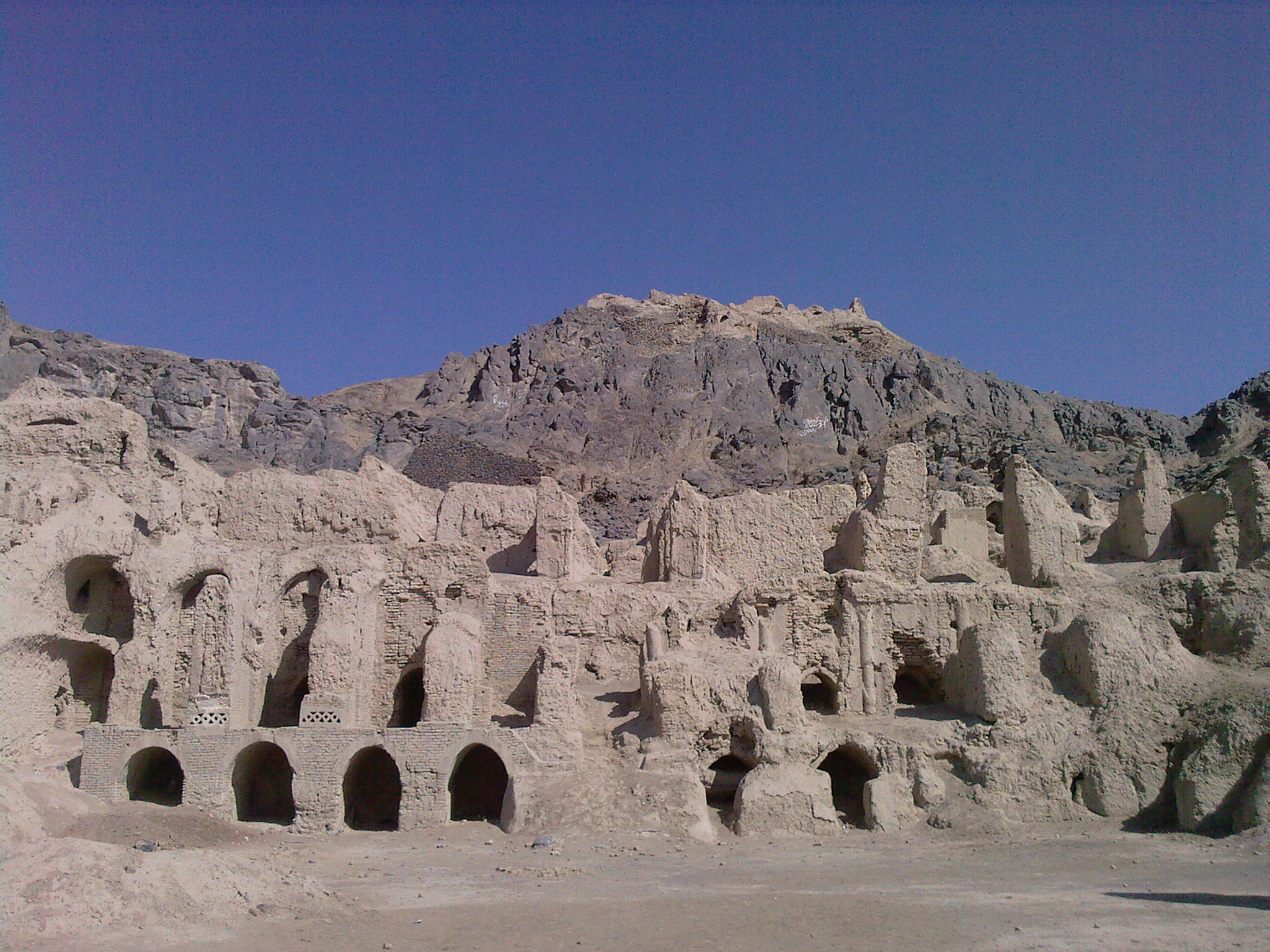
قلعۀ کاخا درون کوه خواجه
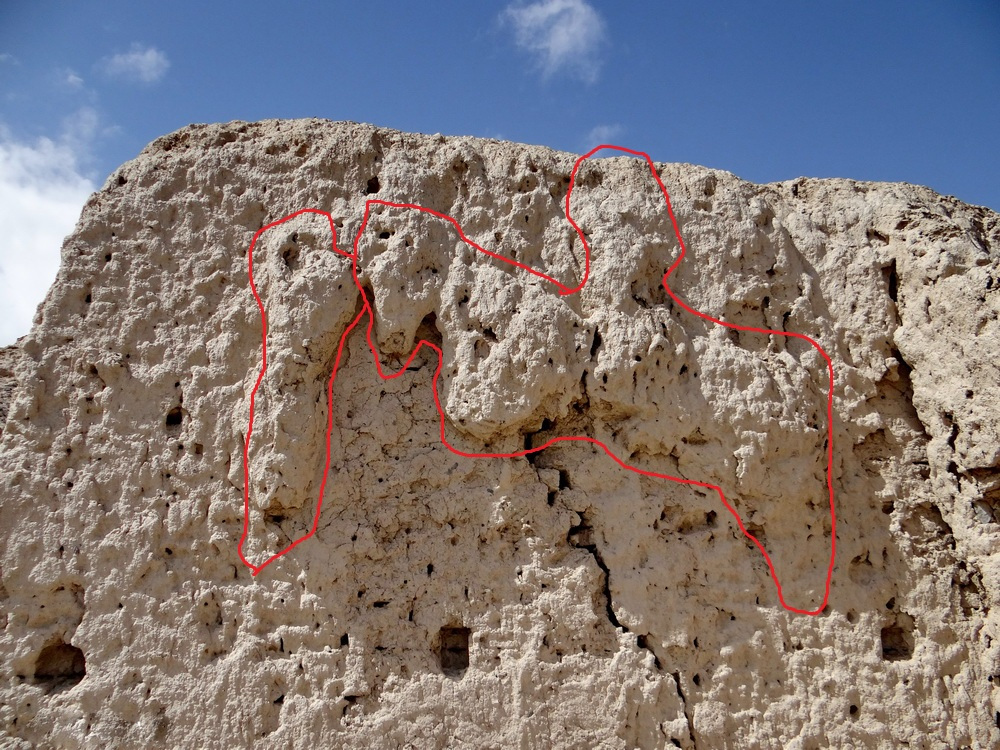
نقش اسب سوار و شیر در قلعۀ کاخا
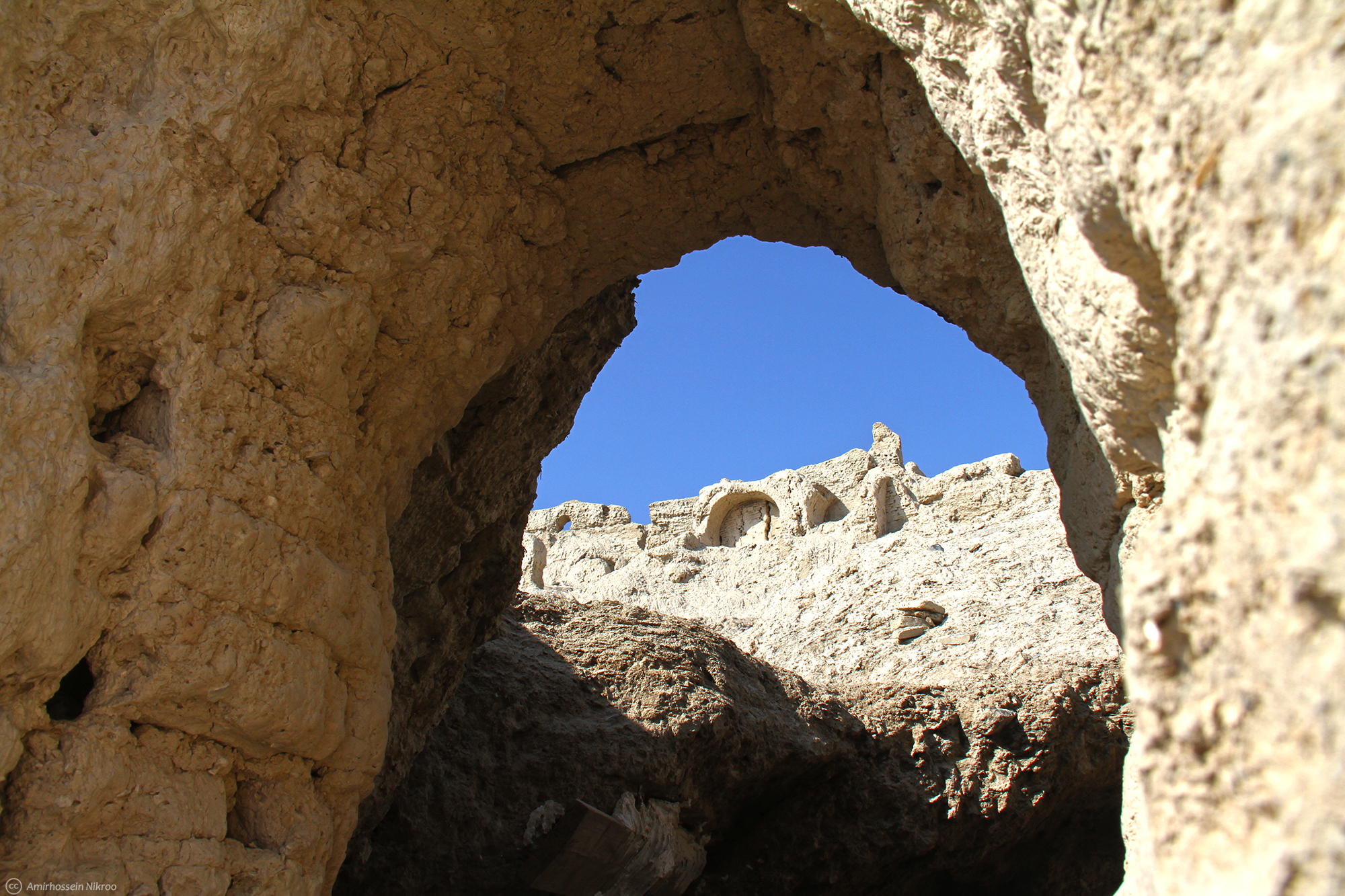
قلعۀ تاریخی کاخا